# Stray Kids
Gli Stray Kids (스트레이 키즈?, Seuteurei KijeuLR, spesso abbreviato in SKZ) sono un gruppo musicale sudcoreano della JYP Entertainment formatosi a Seul nel 2018 tramite l'omonimo reality show.
La band è composta da otto membri: Bang Chan, Lee Know, Changbin, Hyunjin, Han, Felix, Seungmin e I.N; Woojin ha lasciato la band nel 2019. Gli Stray Kids autoproducono principalmente le loro registrazioni; il team di produzione principale si chiama 3Racha ed è composto da Bang Chan, Changbin e Han, e gli altri membri partecipano spesso alla scrittura dei brani.
Il Leader, Bang Chan, ha selezionato personalmente ogni membro della band prima delle riprese dell'omonimo reality show del 2017, cosa insolita nel K-Pop, dove tale autorità è solitamente detenuta dai dirigenti e dai direttori creativi dell'agenzia.
Hanno esordito il 25 marzo 2018 con il loro primo album ufficiale intitolato I Am Not e con la pubblicazione del video della traccia principale, intitolato District 9.

## Nome
I membri stessi hanno ideato il nome "Stray Kids" e creato il proprio logo. Originariamente, il nome si riferiva a un bambino smarrito che desiderava inseguire i propri sogni, e si è evoluto per rappresentare l'idea di trovare insieme una via d'uscita dall'ordinario.

## Storia

### 2017-2018: formazione e debutto con la trilogiaI Am
Nell'agosto 2016, la JYP Entertainment annunciò l'uscita di un reality show dal titolo Stray Kids, che aveva l'intento di formare un nuovo gruppo musicale maschile. Il 7 ottobre, la JYP pubblicò il primo video musicale del gruppo, Hellevator, successivamente rilasciato come singolo digitale. Nel corso del programma Lee Know e Felix vennero eliminati, ma furono poi reinseriti nella formazione finale del gruppo.

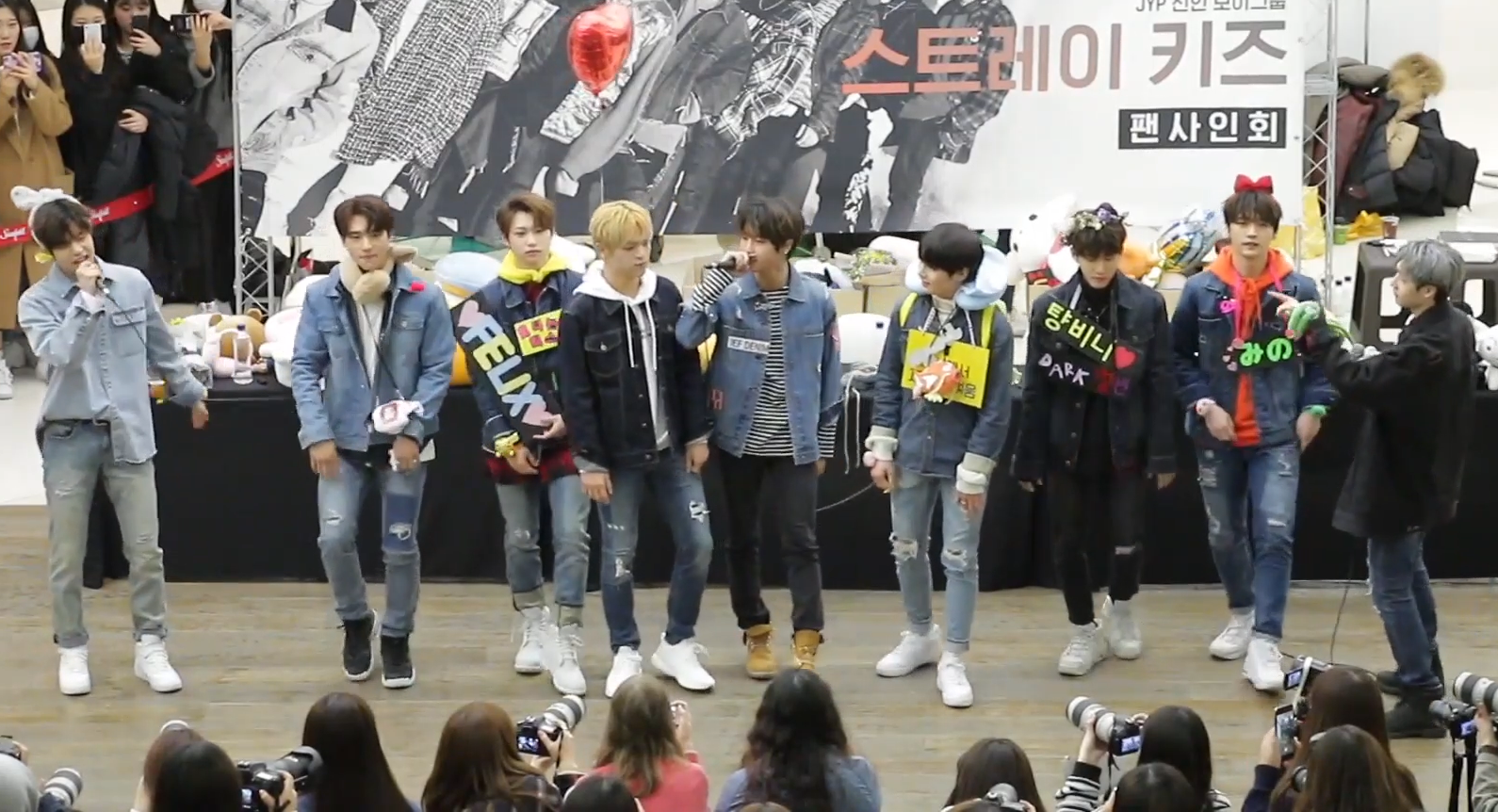
Gli Stray Kids nel 2018

Insieme alla vittoria del programma e al lancio del sito ufficiale degli Stray Kids, la JYP annunciò anche l'uscita del loro primo album, un EP pre-esordio intitolato Mixtape. L'EP venne pubblicato l'8 gennaio 2018 e comprende un totale di sette tracce co-scritte e co-composte dai membri; tra queste, Hellevator, Beware e Spread My Wings, il cui video musicale venne caricato online una settimana dopo. L'EP raggiunse il 2º posto nella Gaon Album Chart e fu inserito nella World Albums Chart di Billboard.
Il 5 marzo, la JYP annunciò la prima esibizione pubblica del gruppo, Stray Kids Unveil (Op. 01: I Am Not), che si tenne il 25 marzo alla Jangchung Arena di Seoul. Il giorno successivo il gruppo esordì ufficialmente con l'uscita di un secondo EP, intitolato I Am Not, e il video musicale della traccia principale, District 9, che stabilì il record come video musicale K-pop di esordio più visto in sole 24 ore. I video musicali delle tracce Grow Up e Mirror furono pubblicati rispettivamente il 31 marzo e il 23 aprile. Con I Am Not gli Stray Kids esordirono al 4º posto nella Gaon Album Chart e vendendo oltre 54 000 copie fisiche nel solo mese di marzo. Il 14 aprile, il gruppo si esibì al KCON Japan 2018.
Il 12 luglio, la JYP annunciò il secondo showcase del gruppo: Stray Kids Unveil (Op. 02: I Am Who), che si tenne il 5 agosto al Grand Peace Palace della Kyung Hee University. Il loro terzo EP, intitolato I Am Who, e la sua traccia principale, My Pace, vennero pubblicati il giorno successivo.
Il 4 ottobre, la JYP annunciò il terzo showcase del gruppo: Stray Kids Unveil (Op. 03: I Am You) tenutosi il 21 ottobre dello stesso anno all'Olympic Hall e fu seguito il giorno successivo dall'uscita del nuovo EP I Am You. Il 12 ottobre, ai MAMA 2018, il gruppo vinse due premi per le categorie "Best New Male Artist" e "Rookie of the Year".

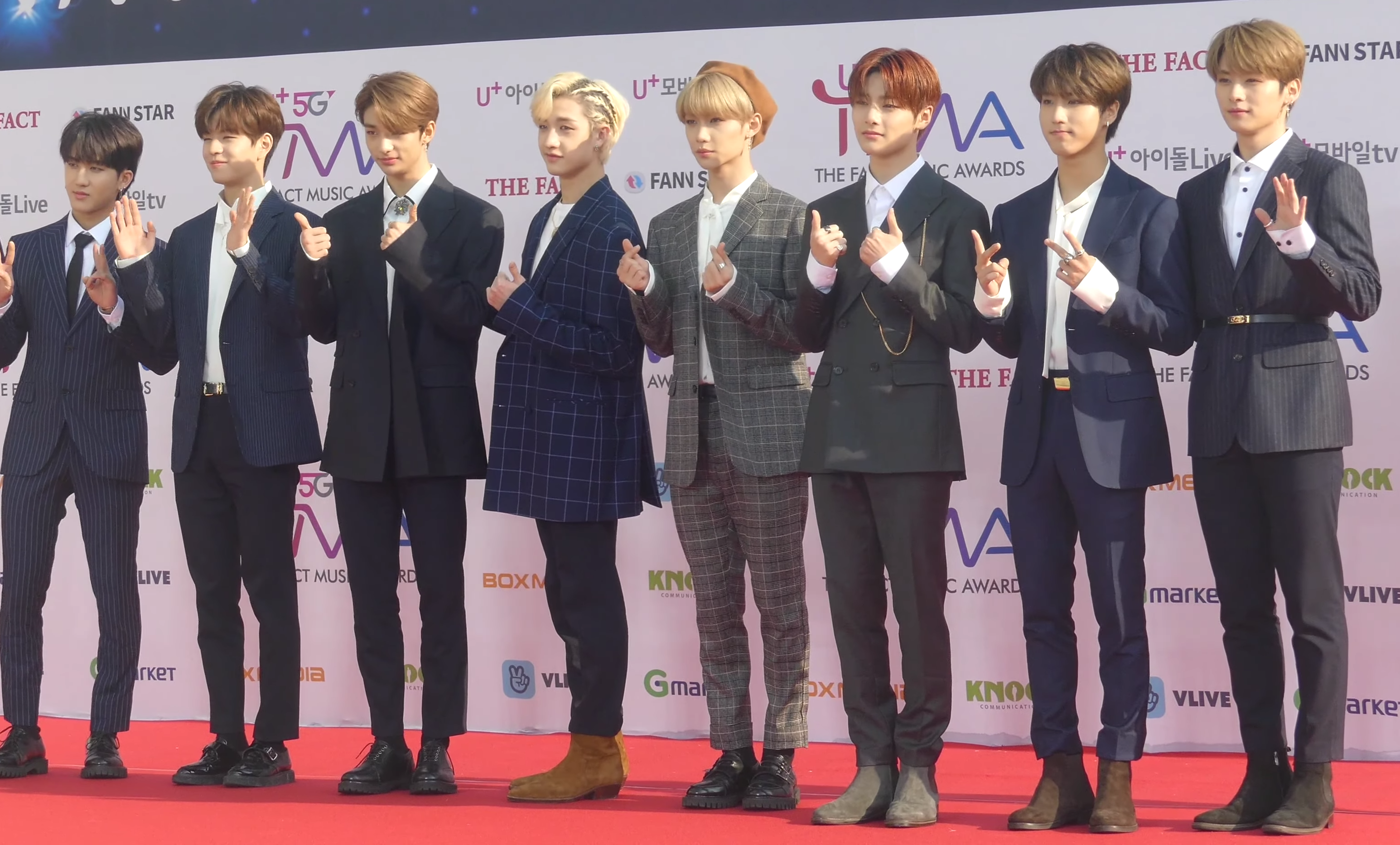
Stary Kids sul red carpet dei The Fact Music Awards nell'aprile 2019

### 2019: TrilogiaClé
All'inizio del 2019, gli Stray Kids annunciarono numerosi nuovi progetti: Global Unveil Tour, Hi-STAY Tour in Corea, reality show, SKZ-Player, Mixtape Project, l'uscita del lightstick ufficiale del gruppo e l'arrivo del loro primo concerto in assoluto (dato che i due svolti nel periodo del debutto non erano considerati ufficiali).
Il 5 marzo, la JYP annunciò il comeback del gruppo il giorno del loro primo anniversario, il 25 marzo. Quel giorno uscì l'album Clé 1: Miroh. Grazie al brano principale, Miroh, il 4 aprile gli Stray Kids vinsero il loro primo premio musicale durante il programma M Countdown. La data coincide con il titolo della traccia "4419" pubblicata nell'EP Mixtape.
Il 19 giugno, venne pubblicato un secondo album, Clé 2: Yellow Wood, trainato dal brano principale "Side Effects", e subito dopo venne ripreso il tour Stray Kids Unveil (Op.03: I Am You). Il gruppo poi annunciò l'uscita di un nuovo singolo digitale, Double Knot, previsto per il 9 ottobre, e due progetti: il nuovo tour mondiale District 9 Unlock World Tour, che sarebbe dovuto iniziare il 23 novembre all'Olympic Hall di Seul e l'uscita del successivo album Clé: Levanter, prevista per il 25 novembre.
Il 28 ottobre, la JYP Entertainment annunciò l'uscita di Woojin dal gruppo per motivi personali. Il 13 novembre, viene pubblicato il video musicale di Astronaut e il 9 dicembre quello di Levanter, canzone con la quale, il 19 dicembre, il gruppo si aggiudicò il suo secondo premio musicale. Il 15 dicembre, sulla pagina Twitter ufficiale della JYP, viene pubblicato un comunicato riguardo ai problemi di ansia sociale di Han, il quale, nonostante fosse già in cura, non avrebbe potuto partecipare agli eventi futuri programmati per il gruppo. Il 26 dicembre, viene postato il primo singolo del Mixtape Project, annunciato a inizio anno e intitolato Mixtape: Gone Days.

### 2020: esordio giapponese, serie生eAll In
Nel 2020, il gruppo pubblicò le versioni in lingua inglese di Double Knot e di Levanter, brani tratti da Clé: Levanter. Per la versione inglese di Double Knot fu anche girato un video musicale, pubblicato il 24 gennaio 2020. Il 18 marzo, il gruppo fece il suo esordio giapponese con la raccolta SKZ2020, che conteneva le loro hit più conosciute registrate senza Woojin e in cui vennero incluse anche le versioni giapponesi di My Pace, Double Knot e Levanter.
A causa delle restrizioni sanitarie imposte dalla pandemia di COVID-19, il District 9 Unlock World Tour fu posticipato a tempo indeterminato. Nel frattempo, il gruppo pubblicò la seconda traccia del Mixtape Project, intitolata Mixtape: On Track, e il 1º aprile 2020 annunciò l'uscita del loro primo mini-album in lingua giapponese, TOP, il 3 giugno. La canzone TOP, tradotta poi in coreano e inglese, fu usata come sigla dell'anime Tower of God. Il video musicale del medesimo brano è uscito il 26 maggio successivo.
Il 17 giugno, venne pubblicato il loro primo album in studio, Go Live (GO生) con la traccia principale, God's Menu. L'album divenne il più venduto del gruppo, debuttando in cima al Gaon Album Chart settimanale, vendendo 243 462 copie entro la fine del mese e posizionandosi anche nella Gaon Album Chart mensile. L'album ricevette inoltre la certificazione di platino per aver venduto più di 250 000 copie nel mese di agosto, diventando il primo album del gruppo a raggiungere tale traguardo. La traccia God's Menu è divenuta il primo singolo del gruppo a comparire nel Gaon Download Chart settimanale, alla posizione numero 144.
Il 14 settembre, venne pubblicata una riedizione dell'album dal titolo In Life (IN生) e contenente otto nuove tracce, tra cui la principale è Back Door. Nel corso della promozione dell'album, il gruppo vinse due premi negli show musicali Show Champion di MBC e M Countdown di Mnet. La traccia Back Door fu inoltre inclusa dal Time all'ottava posizione della sua classifica delle 10 migliori canzoni del 2020, diventando l'unica canzone di un artista coreano sulla lista.
Il 4 novembre, gli Stray Kids pubblicarono il loro primo album in lingua giapponese, intitolato All In, e trainato dall'omonima traccia principale. L'album include sette brani, tra cui le versioni giapponesi di God's Menu (神メニュー) e di Back Door, nonché il singolo TOP. Il 22 novembre, il gruppo tenne il suo primo concerto online, Unlock: Go Live in Life, considerato il seguito del District 9: Unlock posposto a causa della pandemia. Durante il concerto, la band si esibì per la prima volta nella versione coreana di All In, che pochi giorni dopo, il 26 novembre, fu pubblicata come singolo digitale.
Ai MAMA 2020 di dicembre venne annunciato che gli Stray Kids avrebbero partecipato al programma della Mnet Kingdom: Legendary War a fianco dei gruppi musicali maschili Ateez, The Boyz, BtoB, iKon e SF9.

### 2021: partecipazione aKingdomeNoeasy
Il 20 febbraio 2021, gli Stray Kids partecipano al loro primo fan meeting, Stray Kids 1st #LoveSTAY 'SKZ-X', su VLive. Il 18 marzo, ebbe invece luogo il loro primo fan meeting giapponese, STAYing Home Meeting, in occasione del primo anniversario dell'esordio giapponese del gruppo. Il 19 marzo venne pubblicato, in collaborazione con il produttore e DJ svedese Alesso e il DJ cinese Corsak, il singolo Going Dumb, poi utilizzato per la versione mobile del gioco PUBG.
Il 28 maggio viene pubblicato il brano Wolfgang in occasione della finale del programma Kingdom: Legendary War, poi vinto dalla band il successivo il 3 giugno. Il 25 giugno, gli Stray Kids pubblicano la terza traccia del Mixtape Project intitolata Mixtape: Oh (애). In questa occasione fu anche annunciato che Hyunjin sarebbe tornato a partecipare alle attività del gruppo a partire da luglio, dopo un periodo di hiatus in seguito ad accuse di bullismo mosse contro l'idol nel febbraio precedente e risultate tutte false.
Il 30 luglio venne annunciata l'uscita, prevista per il 13 ottobre, del loro secondo singolo giapponese, Scars. Il 23 agosto il gruppo ha pubblicato il proprio secondo album, intitolato Noeasy, il cui brano principale è Thunderous (소리꾼). L'album ha venduto un totale di 930.000 prenotazioni e superò il milione di copie vendute dopo la prima settimana dall'uscita, diventando l'album più venduto nella storia della JYP Entertainment. In occasione del ritorno, gli Stray Kids partecipano a un reality show e allo show speciale Kingdom Week, premio per aver vinto l'omonimo programma di Mnet. Il 18 novembre venne annunciata l'uscita, prevista per il 29 dello stesso mese, del singolo natalizio intitolato Christmas EveL, contenente tre brani aggiuntivi. Il 23 dicembre pubblicarono SKZ2021, con una versione di Scars in coreano come traccia principale e con le restanti canzoni ri-registrate non presenti nella compilation precedente.

### 2022:Oddinary,CircuseMaxident
Il 10 febbraio 2022 è stato annunciato che gli Stray Kids avevano firmato assieme alle Itzy un contratto con l'etichetta discografica americana Republic Records per la promozione negli Stati Uniti come parte della collaborazione strategica della JYP Entertainment con l'etichetta stessa. Il gruppo tenne il suo secondo incontro con i fan, 2nd #LoveStay "SKZ's Chocolate Factory", dal 12 al 13 febbraio all'Olympic Hall, di cui il secondo giorno fu trasmesso anche tramite Beyond Live. Il 18 marzo, gli Stray Kids pubblicarono il loro sesto EP, Oddinary, con Maniac come singolo principale. Esso divenne il primo album della band ad apparire nella classifica Billboard 200, il che li rese il terzo gruppo coreano nella storia a raggiungere la vetta della classifica, dopo BTS e SuperM, vendendo oltre 1,5 milioni di copie nel mese di marzo. A sostegno dell'EP, il 6 marzo seguente il gruppo ha annunciato l'arrivo del suo secondo tour mondiale, Maniac, il cui avvio fu in aprile a Seul, con proseguimento in Giappone e negli Stati Uniti.
Il 22 giugno uscì il loro secondo album giapponese, Circus, nel quale sono stati inclusi la versione giapponese di Maniac, il brano Your Eyes e l'omonimo brano Circus come singoli. L'album ha esordito al secondo posto della Oricon Albums Chart e in testa alla Billboard Japan Hot Albums. Il 7 ottobre, gli Stray Kids pubblicarono Maxident, il loro nono EP, dal quale viene estratto il singolo Case 143. Maxident vendette oltre 3 milioni di copie e fu certificato triplo milione da KMCA, diventando così il primo album degli Stray Kids e della JYP Entertainment a raggiungere tale traguardo. Il 21 dicembre, viene pubblicata la loro terza compilation, intitolata SKZ-Replay e contenente le loro canzoni pubblicate in precedenza in maniera "non ufficiale", insieme a brani cantati da ciascun membro da solista.

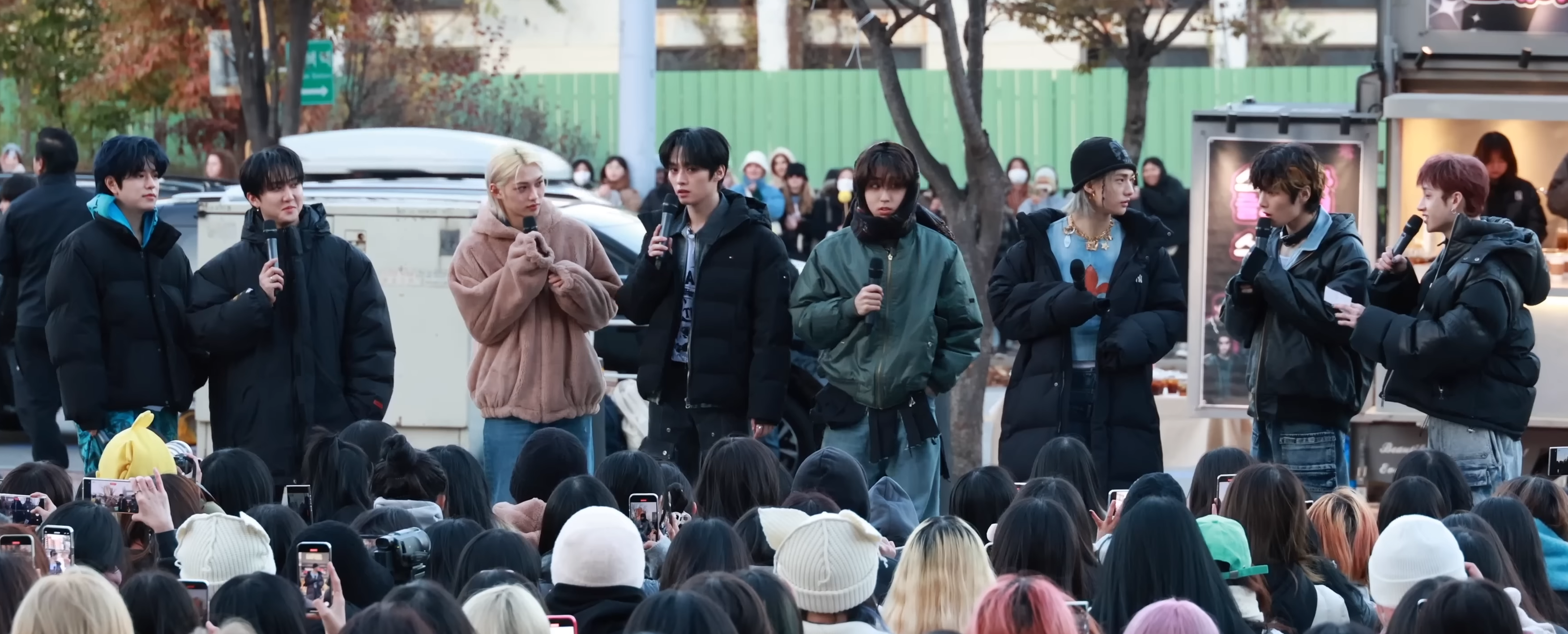
Stay Kids nel novembre 2023

### 2023:The Sound, 5-Star / Super Bowl (Japanese Ver.) e Rock-Star
Il 22 febbraio 2023, gli Stray Kids hanno pubblicato il loro primo album di debutto inciso in studio in lingua giapponese, intitolato The Sound. Il 2 giugno 2023, il gruppo ha pubblicato il proprio terzo album in studio, 5-Star, dal quale viene estratto il singolo S-Class, con il featuring del rapper Tiger JK nel brano Topline. L'album affronta temi di unicità, fiducia e aspirazioni. L'album ha raggiunto la vetta di varie classifiche nazionali, tra cui Corea del Sud, Francia e Stati Uniti. Ha venduto oltre 5 milioni di copie a giugno ed è stato certificato come tale da KMCA. A settembre, S-Class ha vinto il premio per il miglior video K-Pop agli MTV Video Music Awards 2023. Il 21 luglio, il gruppo è protagonista del festival musicale Lollapalooza a Parigi, divenendo contestualmente la prima boy-band sudcoreana ad esibirsi in questo festival.
Il 6 settembre, viene pubblicato il terzo EP in lingua giapponese del gruppo, intitolato Social Path / Super Bowl e preceduto dal singolo Social Path, che vede la collaborazione della cantautrice giapponese LiSA, e dalla versione giapponese di Super Bowl. È diventato il secondo EP a raggiungere il primo posto in classifica e il primo record certificato da un milione in Giappone. Nel mese di ottobre, il gruppo viene incluso all'interno della versione remixata di All My Life del rapper statunitense Lil Durk, mentre a novembre viene pubblicato l'ottavo EP in lingua coreana, Rock-Star, in concomitanza con l'uscita del singolo principale Lalalala. L'EP raggiunse la vetta delle classifiche in Corea del Sud e negli Stati Uniti, mentre Lalalala ha debuttato alla posizione numero 90 della Billboard Hot 100, divenendo il primo brano in assoluto del gruppo ad entrarci.
L'IFPI ha nominato gli Stray Kids il terzo artista più venduto del 2023, dietro a Taylor Swift e ai Seventeen. Contestualmente, 5 Star è stato nominato come secondo album più venduto, mentre Rock-Star il nono.

### 2024: Partecipazione al Met Gala,Lose My Breath, ATEeHOP
Nel gennaio 2024 il gruppo si è esibito per la prima volta al Le Gala des Pièces Jaunes, un evento musicale di beneficenza organizzato dalla Première dame di Francia Brigitte Macron. Il gruppo ha inoltre partecipato al Met Gala 2024 come ospite dello stilista Tommy Hilfiger: si tratta del primo gruppo K-pop a presentarsi per intero alla manifestazione, classificandosi inoltre al primo posto della classifica Red Carpet Power nella sezione maschile di The Hollywood Reporter. Il 10 maggio esce il singolo Lose My Breath, in collaborazione con il cantante statunitense Charlie Puth. La canzone ha raggiunto la posizione numero 90 nella Billboard Hot 100 e la numero 97 nella UK Singles Chart.
Il 18 luglio, la JYP ha annunciato che il gruppo aveva ufficialmente rinnovato il proprio contratto con la compagnia. Il loro nono EP in lingua coreana Ate è stato pubblicato il giorno seguente, insieme al singolo Chk Chk Boom. L'EP raggiunge la prima posizione delle classifiche degli album in Corea del Sud, Austria, Belgio, Francia, Grecia, Ungheria, Polonia, Portogallo e Stati Uniti, rendendo di fatto gli Stray Kids il primo gruppo maschile e il secondo in assoluto a raggiungere la vetta della classifica con i loro ultimi cinque album.
Chk Chk Boom è divenuta anche la vetta personale più alta della band nella UK Singles Chart e nella Billboard Hot 100, piazzandosi rispettivamente alla posizione numero 30 della prima e alla numero 49 della seconda. A sostegno dell'EP, il gruppo è stato l'headliner di alcuni importanti festival musicali, tra cui l'I-Days a Milano, il BST Hyde Park a Londra, e il Lollapalooza a Chicago, oltre a intraprendere il terzo tour mondiale, il DominATE World Tour, con partenza in agosto da Seul per poi fare altre tappe in Asia, Australia, America Latina, Nord America ed Europa. Inoltre, gli Stray Kids hanno scritto e prodotto i brani Slash e Come Play; il primo è stato introdotto all'interno della colonna sonora del film Deadpool & Wolverine, mentre il secondo nella colonna sonora della seconda stagione della serie tv animata Arcane.

### 2025:Mixtape: Dominate,HolloweKarma
Ad inizio 2025 il gruppo organizza il quinto fanmeeting intitolato SKZ 5' Clock, tenutosi dal 14 al 16 febbraio all'interno dell'Inspire Arena di Incheon. Il 21 marzo viene pubblicato Mixtape: Dominate, il quinto capitolo della serie Mixtape Project: esso include una versione del brano Giant in lingua coreana e altre quattro tracce inedite di sub-unità. Nel mese di aprile viene annunciata l'imminente uscita del terzo mini album del gruppo, Hollow, uscito il 18 giugno accompagnato dall'omonimo singolo. Il mini album ha debuttato alla posizione numero uno sia nella Oricon Albums Chart che nella Billboard Japan Hot Albums. Karma, il quarto album in studio degli Stray Kids è composto da 11 canzoni ed è in uscita il 22 agosto 2025, accompagnato dal singolo principale "Ceremony". L'album include anche la versione inglese e la versione festival di "Ceremony".

## Formazione

### Membri
- Bang Chan (방찬) – Leader, produttore, cantante, rapper, ballerino
- Lee Know (리노) – Ballerino, cantante, rapper
- Changbin (창빈)– Rapper, produttore, cantante, ballerino
- Hyunjin (현진) – Ballerino, rapper, visual, cantante
- Han (한) – Rapper, cantante, produttore, ballerino
- Felix (필릭스) – Rapper, ballerino, cantante
- Seungmin (승민) – Cantante, ballerino, rapper
- I.N (아이엔) – Cantante, ballerino, rapper

### Ex membri
- Kim Woojin (우진) - Cantante (2017–2019)

### Sottogruppi
- 3RACHA (Bang Chan, Changbin e Han)
- Dance Racha (Lee Know, Hyunjin e Felix)
- Vocal Racha (Seungmin e I.N)

## Discografia

### Album in studio
- 2020 – Go Live
- 2021 – Noeasy
- 2023 – 5 Star
- 2025 – Karma

### Raccolte
- 2019 – Unveil Stray Kids
- 2020 – SKZ2020
- 2021 – SKZ2021
- 2022 – SKZ Replay

### EP
- 2018 – Mixtape
- 2018 – I Am Not
- 2018 – I Am Who
- 2018 – I Am You
- 2019 – Clé 1: Miroh
- 2019 – Clé 2: Yellow Wood
- 2019 – Clé: Levanter
- 2020 – All In
- 2022 – Oddinary
- 2022 – Circus
- 2022 – Maxident
- 2023 – Social Path / Super Bowl
- 2023 – Rock-Star
- 2024 – ATE
- 2025 – Hollow

### Singoli
- 2020 – Step Out of Clé
- 2021 – Christmas EveL
- 2025 – Mixtape: Dominate

### Colonne sonore
- 2019 – Neverending Story (끝나지 않을 이야기) (per Eojjeoda balgyeonhan Haru)
- 2020 – Top (per Tower of God)
- 2020 – Slump (per Tower of God)
- 2020 – Hello Stranger (per Pop out boy!)
- 2021 – Here Always (Seungmin) (per Hometown Cha-Cha-Cha)
- 2022 – Close to You (Seungmin) (per Love in Contract)
- 2024 – Destiny (Seungmin) (per The Midnight Studio)
- 2024 – Slash (per Deadpool & Wolverine)
- 2024 – Come Play (con Tom Morello e Young Miko, per Arcane)
- 2024 – Falling Up (per Tower of God)
- 2024 – Night (per Tower of God)
- 2025 – Start! (Lee Know, Seungmin, I.N) (per Resident Playbook)

### Collaborazioni
- 2021 – Going Dumb (con Alesso e Corsak)
- 2021 – Mirror Mirror (Changbin) (con F.HERO, MILLI e NINO)
- 2022 – Just Breathe (3RACHA) (Con SKI-HI e UTA)
- 2023 – Topline (con Tiger JK)
- 2023 – Social Path (con LiSA)
- 2023 – Rush (Hyunjin) (con Troye Sivan e PinkPantheress)
- 2024 – Like Magic (con J.Y. Park, Itzy e Nmixx)
- 2024 – Lose My Breath (con Charlie Puth)

## Discografia giapponese

### Album
- 2020 – SKZ2020
- 2023 – The Sound
- 2024 – Giant
- 2025 – Hollow

### EP
- 2020 – Top
- 2020 – All In
- 2021 – Scars/ソリクン -Japanese ver.-
- 2022 – Circus
- 2023 – Social Path / Super Bowl -Japanese ver.-

## Videografia
- 2017 – Hellevator
- 2018 – Grrr
- 2018 – District 9
- 2018 – Grow Up
- 2018 – Rock (Street Ver.)
- 2018 – My Pace
- 2018 – Awkward Silence
- 2018 – Mixtape #2
- 2018 – I am You
- 2018 – My Side (Street Ver.)
- 2018 – Mixtape #3
- 2018 – Get Cool
- 2018 – N/S (Street Ver.)
- 2019 – Miroh
- 2019 – Boxer (Street Ver.)
- 2019 – 19
- 2019 – Chronosaurus
- 2019 – Mixtape #4 (Street Ver.)
- 2019 – Side Effects
- 2019 – TMT
- 2019 – Double Knot
- 2019 – Astronaut
- 2019 – Levanter
- 2019 – You Can STAY
- 2019 – Gone Days
- 2020 – On Track
- 2020 – God's Menu
- 2020 – Blueprint
- 2020 – Easy
- 2020 – Back Door
- 2020 – Ex
- 2020 – Any
- 2021 – Mixtape: OH’'
- 2021 – Thunderous
- 2021 – The View
- 2021 – Cheese
- 2021 – Red Lights
- 2021 – Surfin'
- 2021 – Gone Away
- 2021 – Christmas EveL
- 2021 – Winter Falls
- 2021 – 24 to 25
- 2021 – #LoveSTAY
- 2022 – Maniac
- 2022 – Venom
- 2022 – Lonely St.
- 2022 – Freeze
- 2022 – Time Out
- 2022 – Super Board
- 2022 – Chill
- 2022 – Give Me Your TMI
- 2023 – S-Class
- 2023 – DLC
- 2023 – FNF
- 2023 – Get Lit
- 2023 – Topline (con Tiger JK)
- 2023 – Megaverse
- 2024 – Like Magic (con J.Y. Park, Itzy e Nmixx)
- 2024 – Lose My Breath (feat. Charlie Puth)
- 2024 – Chk Chk Boom
- 2024 – Mountains
- 2024 – Stray Kids
- 2024 – Jjam
- 2024 – Walking on water
- 2024 – Hallucination
- 2024 – As we are
- 2024 – Unfair
- 2024 - Hold my hand
- 2024 - So Good
- 2024 - Ultra
- 2024 - Youth
- 2024 - Railway

### Videografia giapponese
- 2020 – Levanter -Japanese ver.-
- 2020 – TOP -Japanese ver.-
- 2020 –  God's Menu -Japanese ver.-
- 2020 – All In
- 2020 – FAM - Lyric Video
- 2021 – Thunderous -Japanese ver.-
- 2021 – Scars
- 2022 – Maniac -Japanese ver.-
- 2022 – Your Eyes
- 2022 – Circus
- 2023 – The Sound
- 2023 – Super Bowl -Japanese ver.-
- 2023 – Social Path (feat. LiSA)
- 2024 – Giant
- 2024 - Christmas Love

### Video performance
- 2018 – Spread My Wings (Performance Video)
- 2018 – Mirror (Performance Video)
- 2018 – Voices (Performance Video) + Voices (Special Video)
- 2018 – Voices (Performance Video)
- 2018 – I Am You (Performance Video)
- 2018 – M.I.A (Performance Video)
- 2018 – My Pace (Performance Video)
- 2019 – Side Effects (Performance Video)
- 2019 – Double Knot - English Ver. (Performance Video)
- 2019 – Victory song’' (Performance Video)
- 2019 – Boxer (Special Video)
- 2020 – TOP - Japanese Ver. (Special Performance Movie)
- 2021 – Thunderous - SKZOO ver. (Performance Video)
- 2022 – Case 143 (Performance Video)
- 2024 – Chk Chk Boom (Performance Video)

## Filmografia
- Stray Kids – reality show (2017)
- Stray Kids The 9th – reality show (2018-)
- Stray Kids: SKZ Talker – reality show (2018-)
- Stray Kids: Finding SKZ – reality show (2019)
- Stray kids: Finding SKZ: god edition – reality show (2020)
- Kingdom: Legendary War – reality show (2021)
- Stray Kids: Finding SKZ: Get edition – reality show (2022)
- Deadpool & Wolverine – Soundtrack (2024)